# Ophiomitrella stelligera
Ophiomitrella stelligera är en ormstjärneart som beskrevs av Matsumoto 1917. Ophiomitrella stelligera ingår i släktet Ophiomitrella och familjen knotterormstjärnor. Inga underarter finns listade i Catalogue of Life.